# Huonia hypsophila
Huonia hypsophila is een libellensoort uit de familie van de korenbouten (Libellulidae), onderorde echte libellen (Anisoptera).
De wetenschappelijke naam Huonia hypsophila is voor het eerst geldig gepubliceerd in 1963 door Lieftinck.